# Гикало (посёлок)
Гикало (чечен. Гикало, Шовдане; также Гикаловский, Гикало) — упразднённый посёлок в Грозненском районе Чечни. В 2021 году посёлок включён в состав города Грозный и исключён из учётных данных.
До 1 января 2020 года посёлок Гикало входил в состав Грозненского района и являлся административным центром Гикаловского сельского поселения. В настоящее время является внутригородским посёлком Элиханова (или имени Жамалайли Элиханова) в составе Байсангуровского района города Грозный.

## География
Посёлок расположен у восточной оконечности Сунженского хребта, в 6 км к югу от города Грозный.
Ближайшие населённые пункты: на северо-востоке — село Пригородное, на юго-востоке — село Чечен-Аул, на юге — село Старые Атаги, на юго-западе — село Гойты, на западе — село Алхан-Юрт и на северо-западе — центр Грозного.

## История
Посёлок был основан в 1945 году и назван в честь советского партийного деятеля — Николая Фёдоровича Гикало.
После возвращения чеченцев из депортации в 1957 году молокане, переселённые в 1944 году в сёла Хал-Килой и Малые Варанды Шатойского района, были переселены в посёлок Гикало.
В мае 1966 года посёлок был передан из состава Урус-Мартановского района в Грозненский.
В 1960-х здесь по госпрограмме были построены несколько 4-этажных дома.
В 1979 году построены школа, несколько 5-этажных домов, дома для учителей и Дом культуры.
1 января 2020 года посёлок Гикало вместе со всей территорией бывшего Гикаловского сельского поселения был передан из состава Грозненского района в пользу городского округа город Грозный.
Законом от 6 мая 2020 года Гикало к 1 января 2021 года включён в городскую черту города Грозный, в Октябрьский район.
Решением Грозненской Городской Думы, 1 января 2021 года посёлок Гикало был переименован в посёлок имени Жамалайли Элиханова или сокращённо — посёлок Элиханова.

## Население
| 1990  | 2002  | 2010    | 2012    | 2013  | 2014  | 2015  |
| ----- | ----- | ------- | ------- | ----- | ----- | ----- |
| 5502  | ↘5119 | ↗9426   | ↗9597   | ↗9700 | ↗9777 | ↗9826 |
| 2016  | 2017  | 2018    | 2019    |       |       |       |
| ↗9901 | ↗9998 | ↗10 113 | ↗10 212 |       |       |       |

Национальный состав
По данным Всероссийской переписи населения 2010 года:
| Народ   | Численность, чел. | Доля от всего населения, % |
| ------- | ----------------- | -------------------------- |
| чеченцы | 9349              | 99,18 %                    |
| другие  | 77                | 0,82 %                     |
| всего   | 9426              | 100,00 %                   |

## Образование
- Средняя общеобразовательная школа № 33 города Грозный
- Средняя общеобразовательная школа № 40 города Грозный